# Livio Trapè
Livio Trapè (Montefiascone, 26 maggio 1937) è un ex ciclista su strada italiano.
Soprannominato "l'Airone di Montefiascone", da dilettante fu campione olimpico ai Giochi di Roma 1960 nella 100 km a squadre e medaglia d'argento nella prova in linea. Fu poi professionista dal 1961 al 1966, vincendo il Giro di Campania 1961.

## Carriera
Livio Trapè si mise in mostra nel gruppo dilettanti ai Giochi olimpici di Roma del 1960, durante i quali vinse la 100 km a cronometro a squadre insieme a Antonio Bailetti, Ottavio Cogliati e Giacomo Fornoni. Nella prova in linea mancò invece la medaglia d'oro per pochi centimetri, battuto dal sovietico Viktor Kapitonov in una volata a due.
Passato professionista nel 1961, ottenne pochi successi, tra cui quello al Giro di Campania 1961. Durante il Giro d'Italia 1961 si fratturò il femore. La sua migliore prestazione rimase il secondo posto al Giro di Lombardia 1962, battuto da Jo de Roo. Partecipò tre volte al Giro d'Italia, ma non riuscì mai a terminarlo; ottenne come miglior risultato il terzo posto nella quinta tappa del Giro d'Italia 1964.

## Palmarès
- 1958 (dilettanti)

Coppa Arturo Lepori
Gran Premio Pretola
Coppa Città di Morolo
- 1959 (dilettanti)

Trofeo Mauro Pizzoli
Gran Premio Vivaisti Cenaiesi
Coppa Mobilio Ponsacco
- 1960 (dilettanti)

Gran Premio d'Apertura - Napoli
Gran Premio San Giorgio - Pistoia
La Nazionale di Santo Stefano Magra
Coppa Città del Marmo
Trofeo Mauro Pizzoli
Coppa 29 Martiri di Figline di Prato
Giochi olimpici, Cronometro a squadre (con Antonio Bailetti, Ottavio Cogliati e Giacomo Fornoni)
Campionati italiani, Prova in linea dilettanti
Coppa Mobilio Ponsacco
- 1961 (Ghigi, due vittorie)

Giro di Campania
Coppa Cicogna

## Piazzamenti

### Grandi Giri
- Giro d'Italia

1961: ritirato
1962: ritirato
1964: ritirato
- Vuelta a España

1966: 45º

### Classiche monumento
- Milano-Sanremo

1961: 73º
1962: 64º
- Giro di Lombardia

1962: 2º

### Competizioni mondiali
- Giochi olimpici

Roma 1960 - Cronosquadre: vincitore
Roma 1960 - In linea: 2º